# El Padrino (personaje de la Pantera Rosa)
The Dogfather fue una serie de 17 cortometrajes de Dibujos animados producidos por DFE Films lanzados a 1974 a 1976. Es la última serie teatral producido por DePatie-Freleng Enterprises.

## Argumento
The Dogfather fue una parodia de The Godfather, pero con los caninos como parte de Sindicato del Crimen Italiano organizado. Consiste del Dogfather (voz por Bob Holt impersonando Marlon Brando con Vito Corleone) y los secuaces Pug ay Louie (todo en voz por Daws Butler) y fue trasmitido como parte de la serie The Pink Panther and Friends.

## Filmografía
- The Dogfather (episodio) (27 de junio de 1974)
- The Goose That Laid a Golden Egg (4 de octubre de 1974)
- Heist and Seek (4 de octubre de 1974)
- The Big House Ain't a Home (31 de octubre de 1974) (Halloween)
- Mother Dogfather (31 de octubre de 1974) (Halloween)
- Bows and Errors (29 de diciembre de 1974)
- Deviled Yeggs (29 de diciembre de 1974)
- Watch the Birdie (20 de marzo de 1975)
- Saltwater Tuffy (20 de marzo de 1975)
- M-O-N-E-Y Spells Love (23 de abril de 1975)
- Rock-A-Bye Maybe (23 de abril de 1975)
- Haunting Dog (2 de mayo de 1975)
- Eagle Beagles (5 de mayo de 1975)
- From Nags to Riches (5 de mayo de 1975)
- Goldilox & the Three Hoods (28 de agosto de 1975)
- Rockhounds (20 de noviembre de 1975)
- Medicur (30 de abril de 1976)

## Remakes
Al igual que varios cortos de dibujos animados producidos por DFE, aproximadamente la mitad de las caricaturas de Dogfather fueron remakes de las caricaturas de Looney Tunes de la década de 1950 que fueron dirigidas por Freleng, que se enumeran a continuación:
1. El episodio piloto ( The Dogfather ) se rehizo después de Tree For Two (1952).
2. El ganso que puso un huevo de oro se rehizo después de Golden Yeggs (1950).
3. Heist and Seek se rehizo después de Bugsy y Mugsy (1957).
4. Mother Dogfather fue rehecho después de Stork Naked (1955).
5. Tuffy de agua salada se rehizo después de Tugboat Granny (1956)
6. Devilled Yeggs fue rehecho después de Satan's Waitin ' (1954).
7. Watch the Birdie fue rehecho después del Dr. Jerkyll's Hide (1954).
8. M-O-N-E-Y Spells Love se rehizo después de Hare Trimmed (1953).
9. Rock-a-Bye Maybe fue rehecho después de Kit for Cat (1948).
10. Eagle Beagles fue rehecho después de Hare Lift (1952).

Sin embargo, esto fue criticado por Charles Brubaker, el autor del sitio web Cartoon Research, quien señaló que esto hizo que la serie fuera poco original y resultó en versiones inferiores de esos cortos de Looney Tunes.

## Revival
The Dogfather fue revivido en 1993 como el segmento de The Pink Panther. Joe Piscopo como la voz de Dogfather junto con Pug y Louie están las voces de Brian George y Jess Harnell.